# ESAM
ESAM (англ. Endothelial cell adhesion molecule) – білок, який кодується однойменним геном, розташованим у людей на короткому плечі 11-ї хромосоми. Довжина поліпептидного ланцюга білка становить 390 амінокислот, а молекулярна маса — 41 176.
| 10         |  | 20         |  | 30         |  | 40         |  | 50         |
| ---------- |  | ---------- |  | ---------- |  | ---------- |  | ---------- |
| MISLPGPLVT |  | NLLRFLFLGL |  | SALAPPSRAQ |  | LQLHLPANRL |  | QAVEGGEVVL |
| PAWYTLHGEV |  | SSSQPWEVPF |  | VMWFFKQKEK |  | EDQVLSYING |  | VTTSKPGVSL |
| VYSMPSRNLS |  | LRLEGLQEKD |  | SGPYSCSVNV |  | QDKQGKSRGH |  | SIKTLELNVL |
| VPPAPPSCRL |  | QGVPHVGANV |  | TLSCQSPRSK |  | PAVQYQWDRQ |  | LPSFQTFFAP |
| ALDVIRGSLS |  | LTNLSSSMAG |  | VYVCKAHNEV |  | GTAQCNVTLE |  | VSTGPGAAVV |
| AGAVVGTLVG |  | LGLLAGLVLL |  | YHRRGKALEE |  | PANDIKEDAI |  | APRTLPWPKS |
| SDTISKNGTL |  | SSVTSARALR |  | PPHGPPRPGA |  | LTPTPSLSSQ |  | ALPSPRLPTT |
| DGAHPQPISP |  | IPGGVSSSGL |  | SRMGAVPVMV |  | PAQSQAGSLV |  |            |

A: Аланін

C: Цистеїн

D: Аспарагінова кислота

E: Глутамінова кислота

F: Фенілаланін

G: Гліцин

H: Гістидин

I: Ізолейцин

K: Лізин

L: Лейцин

M: Метіонін

N: Аспарагін

P: Пролін

Q: Глутамін

R: Аргінін

S: Серин

T: Треонін

V: Валін

W: Триптофан

Кодований геном білок за функцією належить до фосфопротеїнів. 
Задіяний у таких біологічних процесах, як клітинна адгезія, альтернативний сплайсинг. 
Локалізований у клітинній мембрані, мембрані, клітинних контактах, щільних контактах.